# Ghiacciaio Brown
Il ghiacciaio Brown (in inglese Brown Glacier) è un ghiacciaio situato sulla costa di Lassiter, nella parte orientale della Terra di Palmer, in Antartide. Il ghiacciaio, il cui punto più alto si trova 951 m s.l.m., è situato in particolare sul versante occidentale delle montagne di Latady e da qui fluisce in direzione sud-sud-est, fino ad unire il proprio flusso a quello del ghiacciaio Ketchum, a ovest dell'insenatura di Gardner.

## Storia
Il ghiacciaio Brown è stato mappato dallo United States Geological Survey grazie a ricognizioni terrestri dello stesso USGS e a fotografie aeree scattate dalla marina militare statunitense tra il 1961 e il 1967; in seguito è stato così battezzato dal Comitato consultivo dei nomi antartici in onore di Lawrence Edward Brown, un geologo membro della squadra dello USGS attraversò questo ghiacciaio nel 1969.